# Henri Villat
Henri René Pierre Villat (Paris, 24 de dezembro de 1879 — 19 de março de 1972) foi um matemático francês.
Foi professor de mecânica dos fluidos na Universidade de Paris desde 1917. Villat tornou-se membro da Académie des Sciences em 1932, a qual presidiu em 1948.